# París-Niza 1991
La París-Niza 1991 fue la edición número 49 de la carrera, que estuvo compuesta de ocho etapas y un prólogo disputados del 10 al 17 de marzo de 1991. Los ciclistas completaron un recorrido de 957 km con salida en Fontenay-sous-Bois y llegada a Col d'Èze, en Francia. La carrera fue vencida por el suizo Tony Rominger, que fue acompañado en el podio por los franceses Laurent Jalabert y Martial Gayant.

## Resultados de las etapas
| Etapa     | Fecha       | Recorrido                   | km     | Ganador                       | Líder                         |
| --------- | ----------- | --------------------------- | ------ | ----------------------------- | ----------------------------- |
| Prólogo   | 10 de marzo | Fontenay-sous-Bois(CRI)     | 6.5 km | Thierry Marie y Tony Rominger | Thierry Marie y Tony Rominger |
| 1.ª etapa | 11 de marzo | Nevers-Nevers (CRE)         | 47 km  | Toshiba                       | Tony Rominger                 |
| 2.ª etapa | 12 de marzo | Cusset-Saint-Étienne        | 157 km | Andreas Kappes                | Tony Rominger                 |
| 3.ª etapa | 13 de marzo | Saint-Étienne-Dieulefit     | 167 km | Viktor Klimov                 | Tony Rominger                 |
| 4.ª etapa | 14 de marzo | Dieulefit-Marsella          | 179 km | Jean-Paul van Poppel          | Pascal Lance                  |
| 5.ª etapa | 15 de marzo | Marsella-Mont Faron         | 164 km | Tony Rominger                 | Tony Rominger                 |
| 6.ª etapa | 16 de marzo | Toulon-Mandelieu-la-Napoule | 178 km | Uwe Ampler                    | Tony Rominger                 |
| 7.ª etapa | 17 de marzo | Niza-Col d'Èze (CRI)        | 12 km  | Tony Rominger                 | Tony Rominger                 |

## Etapas

### Prólogo
10-03-1991. Fontenay-sous-Bois, 6.5 km. CRI
Rominger y Marie hicieron el mismo tiempo. Los dos ganaron la etapa y los dos salieron con el maillot blanco de líder.
|   | Ciclista          | Equipo            | Tiempo |
| - | ----------------- | ----------------- | ------ |
| 1 | Thierry Marie     | Castorama-Raleigh | 8' 29" |
| 1 | Tony Rominger     | Toshiba           | m. t.  |
| 3 | Christian Chaubet | Toshiba           | + 4"   |

### 1.ª etapa
11-03-1991. Nevers-Nevers, 47 km. CRE
|   | Equipo            | Tiempo   |
| - | ----------------- | -------- |
| 1 | Toshiba           | 57' 21"  |
| 2 | PDM-Concorde      | + 56"    |
| 3 | Castorama-Raleigh | + 1' 07" |

### 2.ª etapa
12-03-1991. Cusset-Saint-Étienne 157 km.
|   | Ciclista             | Equipo       | Tiempo     |
| - | -------------------- | ------------ | ---------- |
| 1 | Andreas Kappes       | Histor-Sigma | 4h 18' 24" |
| 2 | Michel Vermote       | R.M.O.       | m. t.      |
| 3 | Jean-Paul van Poppel | PDM-Concorde | m. t.      |

### 3.ª etapa
13-03-1991. Saint-Étienne-Dieulefit 167 km.
|   | Ciclista         | Equipo                | Tiempo     |
| - | ---------------- | --------------------- | ---------- |
| 1 | Viktor Klimov    | Seur-Otero            | 4h 23' 34" |
| 2 | Rob Harmeling    | TVM-Sanyo             | + 6"       |
| 3 | Giovanni Fidanza | Chateau d'Ax-Gatorade | + 22"      |

### 4.ª etapa
14-03-1991. Dieulefit-Marsella, 223 km.
|   | Ciclista             | Equipo       | Tiempo     |
| - | -------------------- | ------------ | ---------- |
| 1 | Jean-Paul van Poppel | PDM-Concorde | 5h 25' 33" |
| 2 | Christophe Capelle   | Z            | m. t.      |
| 3 | Wilfried Peeters     | Histor-Sigma | m. t.      |

### 5.ª etapa
15-03-1991. Marsella-Mont Faron, 164 km.
El líder Lance abandona por una caída.
Francis Moreau es expulsado de la carrera por quitarse el casco durante 600 metros cuando ascendía el Mont Faron.
|   | Ciclista         | Equipo        | Tiempo     |
| - | ---------------- | ------------- | ---------- |
| 1 | Tony Rominger    | Toshiba       | 4h 09' 14" |
| 2 | Roland Le Clerc  | Amaya Seguros | + 23"      |
| 3 | Laudelino Cubino | Amaya Seguros | m. t.      |

### 6.ª etapa
16-03-1991. Toulon-Mandelieu-la-Napoule, 183 km.
La salida se retrasa más de media hora. Los corredores y la organización discuten la expulsión del día anterior de Francis Moreau. Al final, el pelotón sale sin casco incluyendo el expulsado Moreau.
|   | Ciclista           | Equipo           | Tiempo     |
| - | ------------------ | ---------------- | ---------- |
| 1 | Uwe Ampler         | Histor-Sigma     | 4h 21' 34" |
| 2 | Eric Caritoux      | R.M.O.           | + 3"       |
| 3 | Claude Criquielion | Lotto-Super Club | m. t.      |

### 7.ª etapa
17-03-1991. Niza-Col d'Èze, 12 km. CRI
|   | Ciclista        | Equipo          | Tiempo  |
| - | --------------- | --------------- | ------- |
| 1 | Tony Rominger   | Toshiba         | 23' 53" |
| 2 | Stephen Roche   | Tonton Tapis-GB | + 1"    |
| 3 | Andrew Hampsten | Motorola        | + 12"   |

## Clasificaciones finales

### Clasificación general
| Pos. | Ciclista           | Equipo            | Tiempo      |
| ---- | ------------------ | ----------------- | ----------- |
|      | Tony Rominger      | Toshiba           | 24h 09' 19" |
| 2    | Laurent Jalabert   | Toshiba           | + 1' 55"    |
| 3    | Martial Gayant     | Toshiba           | + 2' 27"    |
| 4    | Stephen Roche      | Tonton Tapis-GB   | + 2' 39"    |
| 5    | Andrew Hampsten    | Motorola          | + 2' 41"    |
| 6    | Jérôme Simon       | Z                 | + 2' 53"    |
| 7    | Claude Criquielion | Lotto-Super Club  | + 3' 16"    |
| 8    | Eric Caritoux      | R.M.O.            | + 3' 20"    |
| 9    | Atle Kvålsvoll     | Z                 | + 3' 49"    |
| 10   | Laurent Fignon     | Castorama-Raleigh | + 4' 16"    |